# Lollipop (Candyman)
Pour les articles homonymes, voir Lollipop.
Singles de Aqua
Doctor Jones
(1997) Turn Back Time
(1998)
Pistes de Aquarium
Be A Man Roses Are Red
Lollipop (Candyman) est une chanson du groupe scandinave Aqua, sorti en single en novembre 1997, extrait  de leur premier album Aquarium.

## Clip Vidéo
- Réalisateur : Peter Stenbæk et Peder Pedersen
- Année de réalisation : novembre 1997
- Lieu : Copenhague (Danemark)
- Durée : 03:45
- DVD : Mania Remix/The Diary/The Video Collection DVD
- Description :

René joue le rôle de Candyman, un extraterrestre humanoïde qui est en danger et qui envoie un SOS. Il est sauvé dans l'espace avec son robot, C.A.N.D.Y par Lene, Claus et Søren, les membres de l'équipage d'un vaisseau spatial. Claus et Søren saluent l'étranger de la même manière que dans la série Star Trek. Ensemble, ils font connaissance autour de bonnes grosses sucettes distribués par C.A.N.D.Y et finissent par se poser sur une planète verte pleine de minéraux et d'iguanes géants. Hélas, ils se feront bientôt capturer par des extraterrestres verts. Candyman réussit à appeler son robot C.A.N.D.Y, qui se téléporte à la base extraterrestre et qui transforment les armes des aliens en grosses sucettes. Les membres d'Aqua et les aliens finissent par faire la fête en mangeant des sucettes.
Le vidéoclip a été initialement conçu pour rendre hommage aux films d'horreur sur les vampires, mais les Backstreet Boys ayant pris l'idée avant eux, le scénario de Lollipop a été modifié. Lene porte cinq différentes perruques dans cette vidéo : orange, violet, argent, blanc et lilas.

## Classements
- Australie: 3 (semaines dans les charts: 18)
- France: 29 (semaines dans les charts: 14)
- Israël: 7
- Mexique: 18
- Nouvelle-Zélande: 22 (semaines dans les charts: 4)
- Suède: 10 (semaines dans les charts: 13)
- US (Billboard Hot 100): 23 (semaines dans les charts: 17)